# Фиалка лысоплодная
Фиа́лка лысопло́дная (лат. Vīola phalacrocārpa)  — вид травянистых растений рода Фиалка (Viola) семейства Фиалковые (Violaceae).

## Ботаническое описание
Многолетнее травянистое короткокорневищное растение высотой до 30 см.
Листья длинночерешковые; весенние  — слабоскрыленные, с опушением, летние  — продолговато-яйцевидные, с усечённым черешком.
Хазмогамные цветки светло-фиолетового либо сиреневого цвета, диаметром 3,5—4,7 мм, на длинных цветоножках, густо опушённых белыми волосками; лепестки цветка имеют бородку, шпорец опушённый, в форме цилиндра, длиной 8 мм. Клейстогамные цветки длиной 4—8 мм, на густо опушённых цветоножках. Цветёт в мае.
У хазмогамных цветков плод  — голая яйцевидная коробочка, а плод клейстогамных цветков  — продолговато-овальная, густо опушённая коробочка. Плодоносит в июне.
Произрастает на открытых каменистых склонах, сухих почвах, в разреженном лесу.
Вид описан с левого берега реки Уссури.

## Ареал
Встречается в южной части Дальнего Востока России, в Японии, Китае.

## Охранный статус
Вид занесён в Красную книгу Амурской области.